# Кастелуччо

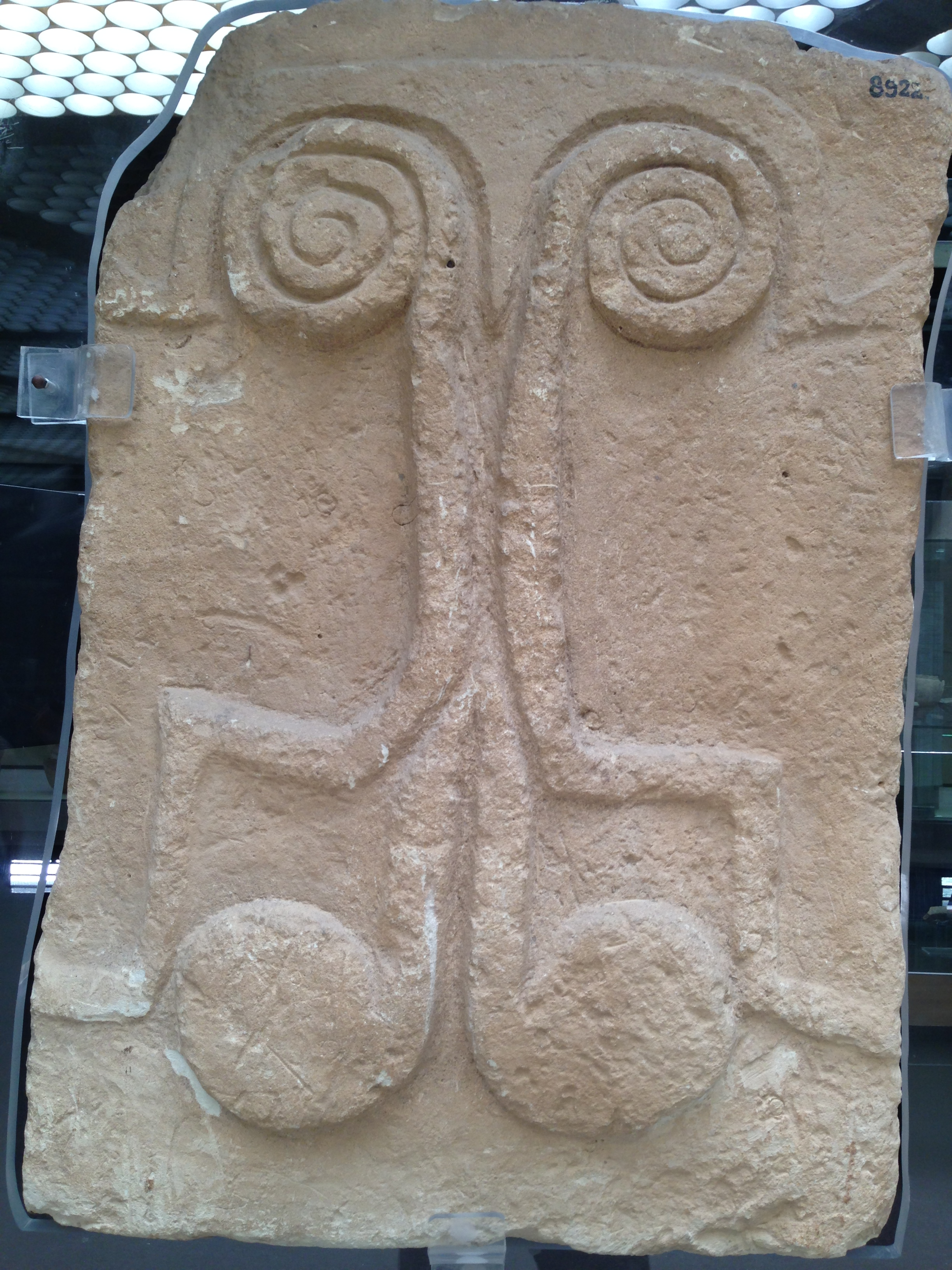
Вход в одну из гробниц культуры Кастеллуччо

Культура Кастеллуччо — археологическая культура на Сицилии, которую выделил итальянский археолог Паоло Орси по своеобразной керамике. Орси отождествлял культуру с сикулами, однако по современным данным культура скорее относится к сиканам — древнейшему историческому населению Сицилии. Датировка является дискуссионной, в крайних пределах — от 2200 г. до н. э. до 1400 г до н. э., то есть к периоду до прибытия на остров сикулов. Название происходит от селения Кастеллуччо-ди-Ното, где был обнаружен археологический памятник.
Идолы культуры Кастеллуччо напоминают идолы аналогичного периода истории Мальты, а также Трои II и III. Преобладают каменные орудия, однако на поздних этапах появляются также бронзовые. Могилы в виде гротов, выдолбленных в скалах.